# Optus 10
Optus 10 ist ein Kommunikationssatellit des australischen Telekommunikationsunternehmens Optus.

## Aufbau und Mission
Er wurde am 11. September 2014 um 22:05 Uhr UTC mit einer Ariane-5-Trägerrakete vom Centre Spatial Guyanais zusammen mit Measat-3b in eine geostationäre Umlaufbahn gebracht und soll die bereits länger im All befindlichen Satelliten seines künftigen Betreibers ergänzen und Redundanzen bereitstellen.
Der dreiachsenstabilisierte Satellit ist mit 24 Ku-Band-Transpondern ausgerüstet und soll von der Position 164° Ost° aus Australien, Neuseeland und Teile der Antarktis mit Fernsehen, Mobilfunk und Internet versorgen. Er wurde auf Basis des Satellitenbus LS-1300 der Space Systems/Loral gebaut und besitzt eine geplante Lebensdauer von 15 Jahren.